# Мартин, Иван
Ива́н Мартин Ну́ньес (исп. Iván Martin Núñez; 14 февраля 1999, Бильбао) — испанский футболист, полузащитника клуба «Вильярреал», выступающий на правах аренды за клуб «Жирона».

## Биография
Мартин родился в Бильбао, но почти с самого его рождения проживал и рос в Торре-Пачеко, Мурсия.
Перешёл в клуб «Вильярреал» в феврале 2012 года.
Из-за непритязательного игрока EF Torre Pacheco[кто?] в прошлом клубе[где?] был переведён в команду Вилльярреал С[что?] перед кампанией 2017–18 гг. в Третий дивизион Королевской испанской футбольной федерации[куда?].
Мартин дебютировал за взрослую команду 27 августа 2017 года, стартовав с выездной ничьи против «Кревилленте Депортиво». Первый гол случился 21 января следующего года, где он забил мяч в выездном поражении от Клуб Депортиво Рода со счетом 2:1.
Мартин был переведён в резерв в августе 2018 года, а также стал постоянным игроком команды. Он дебютировал в своей первой[какой?] команде 17 января следующего года, выйдя на замену своему молодому выпускнику Альфонсо Педрасе в проигрыше со счетом 1:3 против «Эспаньоле» в сезоне Кубка Испании.